# Iberogalumnella alandalusica
Iberogalumnella alandalusica är en kvalsterart som beskrevs av Antonio Arillo och Subías 1993. Iberogalumnella alandalusica ingår i släktet Iberogalumnella och familjen Galumnellidae. Inga underarter finns listade i Catalogue of Life.